# Hôn nhân cùng giới ở Puerto Rico
Hôn nhân cùng giới ở Puerto Rico là lãnh thổ chưa hợp nhất của Hoa Kỳ là hợp pháp kể từ ngày 13 tháng 7 năm 2015, do quyết định của Tòa án Tối cao Hoa Kỳ tại Obergefell v. Hodges vào ngày 26 tháng 6 năm 2015, trong đó cấm tổ chức hôn nhân cùng giới là vi hiến. Các cặp cùng giới bắt đầu xin giấy phép kết hôn vào ngày 13 tháng 7 năm 2015. Vào ngày 17 tháng 7 năm 2015, các cặp cùng giới bắt đầu kết hôn trong lãnh thổ.
Thống đốc Alejandro García Padilla tuyên bố rằng khối thịnh vượng chung sẽ tuân thủ phán quyết của Tòa án Tối cao trong vòng 15 ngày. Các bên tham gia vụ kiện chính thách thức việc từ chối quyền kết hôn của Puerto Rico đối với các cặp cùng giới đã cùng nhau yêu cầu Tòa án phúc thẩm sơ thẩm lật lại phán quyết của Tòa án quận Puerto Rico đã giữ nguyên lệnh cấm của Puerto Rico đối với hôn nhân cùng giới, mà Tòa phúc thẩm đã làm vào ngày 8/7/2015.